# Germán Robles
Germán Horacio Robles San Agustín (Gijón, Astúries, Espanya, 20 de març de 1929 - 21 de novembre de 2015) va ser un actor mexicà de teatre, televisió, cinema i veu nascut a Espanya. Guanyà el premi TVyNovelas a millor primer actor del 2008 per la telenovel·la Pasión.
Fill de Germán Horacio i net de Pachín de Melás. Emigra amb la seva família a Mèxic on es fa actor. El seu gran èxit popular gira entorn del cinema de terror i, més concretament, a les pel·lícules de vampirs. Participà en més d'una norantena pel·lícules, algunes d'elles molt destacades per la qualitat de la seva actuació com "El jardín de la tía Isabel" o "La paloma de Marsella". Actor de teatre de gran èxit, va representar Los hermanos Karamazov", "La Dama de las Camelias" (al costat de Dolores del Río), "Luces de Bohemia", i "La dama de negro" que ha estat divuit anys en cartellera. Pioner de la televisió a Mèxic, va participar en prop de 600 teleteatres i 30 telenovel·les. Va morir en la Ciutat de Mèxic el 21 de novembre de 2015.
Una actuació que va marcar la seva vida i que li ha donat fama i reconeixement mundial va ser la seva actuació en la pel·lícula mexicana "El vampiro" i la seva continuació "El Ataúd del Vampiro" rebent fins avui invitacions i homenatges en diversos festivals dedicats al terror, i per engrandir més la seva magnífica història com a actor no es pot oblidar la seva participació en l'obra de teatre "La Dama de Negro" una peça magnífica de terror que va representar per 13 anys i que és l'obra de terror més important en la història teatral de Mèxic amb 18 anys seguits en cartellera. També és recordat per haver interpretat a Don Román, el cosí de Don Ramón, al famós programa mexicà "El Chavo del 8".

## Filmografia
Cinema
- El secreto (2010) - Blasco
- La leyenda de la Nahuala (2007) - Fray Godofredo
- La paloma de Marsella (1999)
- Reclusorio (1997) - Abogado defensor
- Fray Bartolomé de las Casas (1993)
- El jinete de la divina providencia (1991)
- El ninja mexicano (1991)
- Sor Batalla (1990)
- Secta satánica: El enviado del Sr. (1990) - El enviado del Sr.
- Andante spianato (1982)
- Recuerdo de Xochimilco (1981)
- Tiempo y destiempo (1976)
- Rapiña (1975) - Evodio
- Los vampiros de Coyoacán (1974) - Dr. Wells
- Hernán Cortés (1974)
- El tigre de Santa Julia (1973) - Juan Negrete
- El arte de engañar (1972)
- Sie tötete in Ekstase (1971) - Policía
- El jardín de la tía Isabel (1971)
- The Phantom Gunslinger (1970)
- Trampa para un cadáver (1969)
- Almohada para tres (1969)
- Un toro me llama (1968)
- El cuarto chino (1968) - Pedro Martínez
- Rocambole contra la secta del escorpión (1967)
- Cuernavaca en primavera (1966) - Ali Al Raschid
- El proceso de Cristo (1966) - Caifas
- Los asesinos del karate (1965)
- El zurdo (1965)
- El hombre propone - (1965)
- Los murciélagos (1964)
- Dos caballeros de espada (1964) - Conde de pineda, Oidor
- Semáforo en rojo (1964)
- El espadachín (1964)
- Frente al destino (1964)
- El río de las ánimas (1964)
- División narcóticos (1963)
- Los bravos de California (1963)
- Herencia maldita (1963)
- En la vieja California (1963) - Don Pedro
- La cabeza viviente (1963) - Prof. Muller
- Nostradamus, el genio de las tinieblas (1962) - Nostradamus
- El barón del terror (1962) - Indalecio Pantoja/Sebastian de Pantoja
- Nostradamus y el destructor de monstruos (1962) - Nostradamus
- La furia del ring (1961)
- La maldición de Nostradamus (1961) - Nostradamus
- ¿Dónde estás, corazón? (1961)
- La sangre de Nostradamus (1961) - Nostradamus
- ¡Viva la soldadera! (1960)
- La sombra en defensa de la juventud (1960)
- La maldición de Nostradamus (1960) - Nostradamus
- Pueblo en armas (1959)
- La vida de Agustín Lara (1959) - Agustín Lara
- El castillo de los monstruos (1958) - El Vampiro
- El ataúd del Vampiro (1958) - Karol de Lavud
- El Vampiro (1957) - Karol de Lavud / Duval

Televisió
- Pasión (2007) - Timoteo
- Amigos X Siempre (2000) - Neftalí Güemes
- Serafín (1999) - Don Raúl
- Los hijos de nadie (1997) - Germán
- La antorcha encendida (1996) - Ángel Avella
- Marisol (1996) - Basilio
- Clarisa (1993) - Cardona
- Amor de nadie (1990) - Velarmino
- Cicatrices del alma (1986)
- Principessa (1984) - Ramiro
- Los años felices (1984) - Renato
- Un solo corazón (1983) - Juez
- Viviana (1978) - Manuel, padre de Viviana
- La hora del silencio (1978) - Miguel Romero
- La Venganza (1977) - Governador de St. Angelo
- El chavo del 8 (1975) - Don Román
- Penthouse (1973)
- El edificio de enfrente (1972)
- El carruaje (1972) - General Mariano Escobedo
- Concierto de almas (1969) - Guillermo
- Rocambole (1967) - Andrés
- Deborah (1967)
- El derecho de nacer (1966) - Ricardo
- La impostora (1965) - José
- Cumbres Borrascosas (1964)
- Desencuentro (1964) - Felipe
- Las modelos (1963) - Pierre
- Borrasca (1962)
- Cielo sin estrellas (1961)
- Divorciadas (1961)
- El otro (1960)

Doblatge
- Pirates of the Caribbean: Dead Man's Chest (2006) - Davy Jones
- Pirates of the Caribbean: At World's End (2007) - Davy Jones
- Los Siete Samuráis (1972) - Kikuchiyo
- El Padrí (1972) - Jack Woltz
- H*M*M*C (1978) - Teniente-Coronel Henry Braymore Blake
- Alien, el octavo pasajero (1979) - Parker
- Los siete magníficos (1981) - Lee
- Tron (1982) - Dillinger/Sark
- Knight Rider (1982) - kitt
- La ley de la calle (1982) - Patterson el policía
- La Historia sin Fin (1984) - Come rocas
- Terminator (1984) - Dr. Silberman
- 13 Guerreros (1999) - Melchisideck
- El Día Final (1999) - Padre Kovak
- Una Mente Brillante (2001) - Dr. Rosen
- Daredevil (2003) - Padre Everett
- Casshern (2005) - Teniente-Coronel Kamijo

Pel·lícules animades
- Robotech: La película (1986) - Profesor Embry
- Felidae (1994) - Pascal / Claudandus
- Anastàsia (1997) - Rasputin
- Bichos, una aventura en miniatura (1998) - Manny
- El planeta del tesoro - Mr. Arrow
- Ratatouille (2007) - Anton Ego
- La Leyenda de la Nahuala (2007) - Fray Godofredo

Sèries
- Días de nuestras vidas (1965-1994) - Tom Horton Sr.
- Shogun (1980) - Capità Ferriera
- Knight Rider (1982-1986) - K.I.T.T.
- H*M*M*C (1984-1987) - Tinent-Coronel Henry Braymore Blake
- H*M*M*C (1987-1995) - Coronel Sherman T. Potter

Sèries animades
- Meteor (1993-1994) Papa Racer
- Street Fighter II-V (1994-1995) - M. Bison